# Prasinocyma bilobata
Prasinocyma bilobata är en fjärilsart som beskrevs av Fletcher 1978. Prasinocyma bilobata ingår i släktet Prasinocyma och familjen mätare. Inga underarter finns listade i Catalogue of Life.